# فيكتور غارسيا (دراج)
فيكتور غارسيا (بالإسبانية: Víctor García)‏ هو دراج إسباني، ولد في 5 أبريل 1981 في ميراندا دي إيبرو في إسبانيا.

## وصلات خارجية
- فيكتور غارسيا على موقع الاتحاد الدولي للدراجات (الإنجليزية)
- فيكتور غارسيا على موقع أرشيف الدراجات (الإنجليزية)
- فيكتور غارسيا على موقع إحصائيات الدراجات الإحترافية (الإنجليزية)
- فيكتور غارسيا على موقع نسبة الدراجات (الإنجليزية)